# با آقای کالاهان آشنا شوید
با آقای کالاهان آشنا شوید (انگلیسی: Meet Mr. Callaghan) یک فیلم در ژانر درام و جنایی به کارگردانی چارلز ساندرز است که در سال ۱۹۵۴ منتشر شد.